# 帕里斯 (堪薩斯州)
帕里斯（英語：Paris）是位於美國堪薩斯州林肯縣的一個鬼鎮。

## 歷史
帕里斯的郵政局於1878年設立，直到1898年結束營運。

## 地理
帕里斯所處的海拔為高於海平面440米（即1444英呎），而該地所採用的時區為UTC-6，即北美中部時區（CST）。同時該地設有夏令時間，為UTC-6調快一小時，即UTC-5（CDT）。